# Estadio Mary Terán de Weiss

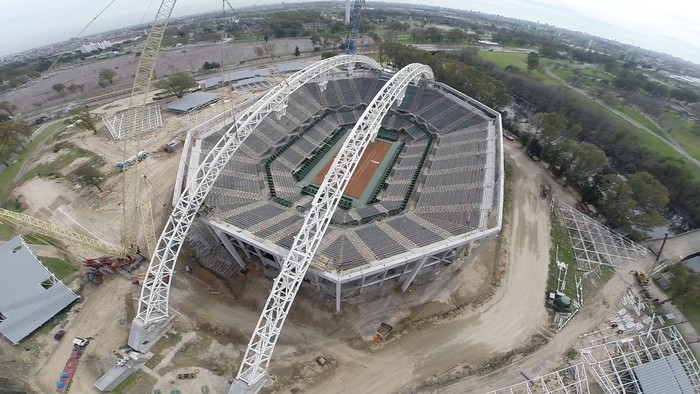
Le stade Mary Terán de Weiss en 2015

Le Estadio Mary Terán de Weiss, également connu sous le nom de Estadio Parque Roca est un stade de tennis situé parc Roca, à Villa Soldati, à Buenos Aires.
D'une capacité de 15 500 places, il est le plus grand stade de tennis d'Amérique du Sud.

## Histoire
Il est principalement utilisé pour accueillir des rencontres de Coupe Davis. Inauguré le 19 septembre 2006 par le maire Jorge Telerman, la première compétition qui y est disputé est la rencontre entre l'Argentine et l'Australie, remportée 5 à 0 par les locaux. L'équipe d'Argentine y a par la suite joué l'ensemble de ses matchs à domicile entre 2008 et 2013.
Doté d'un toit rétractable depuis 2014, le site est utilisé pour l'organisation de matchs de basket-ball et de volley-ball.
Jusqu'en 2017, il a fait partie des stades sélectionnés pour accueillir des épreuves lors des Jeux olympiques de la jeunesse de 2018 avant d'être finalement uniquement employé à cette occasion comme centre international des médias.
Il porte le nom de la joueuse argentine Mary Terán de Weiss (1918-1984).